# Juraj Rohoň
Juraj Rohoň (także Rohoni, Rohony, Rohonyi, pseudonim ...od Slováka) (ur. 15 sierpnia 1773 w Horný Kalník zm. 20 października 1831 w Hložanach) – słowacki pisarz, badacz folkloru i kaznodzieja.

## Dzieła
- 1791 Ode in honorem Michaeli Járossy... anno 1791
- 1791 Chvála Slováků
- 1795 Palma, quam Dugonics similesque Magyari Slaviae eripere attentarunt, vindicata 1795 ...
- 1802 Kratochvílne zpěvy pro mládež rolníckou
- 1815 Probuzení národa slovanského v Uhřích k srdnatému uchopení zbraně proti Francouzům
- 1815 Lessus, quo... Josephae natae Tököly, nuptae vero Stratimirovics de Kulpin... obitum deflevit
- 1827 Starodávne zpěvy lidu slovenského v Uhrách
- Historia ecclesiae augustanae conf. Glozsaniensis